# ジュラ島
ジュラ島（Jura Isle）とは、スコットランドに属する小さな島で、インナー・ヘブリディーズ諸島を形成する島の1つでもある。「Diùrach」というのが、元々この島の住人が話していたゲール語での名称である。英語でこれを綴ると「Jurach」となる。スコットランド・ゲール語には'J'の文字がなく、続く母音がeまたはiの場合、'd'は'j'と発音されるのである。なお、この島には、多くの鹿が住んでいる。ジュラという名前も、北ゲルマン語群で「鹿」を意味する「hjörtr」に由来すると一般に言われている。

## 概要
ジュラ島は、おおよそ北緯56度、西経6度に位置する。したがって島の気候は、北大西洋海流の影響を受ける西岸海洋性気候である。この場所は、グレートブリテン島のキンタイア半島の付け根付近のすぐ西、アイラ島（アイレイ島）のすぐ北東に当る。また、ジュラ島の北端とスカルバ島との間には、コリーヴェッカン湾（Gulf of Corryvreckan、または、Coire Bhreacain）がある。この湾では時々渦巻きが発生し、潮の干満の状態によっては航行が不能となる。
ジュラ島の大きさは南北約38km、東西約13kmで、これはすぐ隣のアイラ島とほぼ同じくらいの大きさだが、現在の人口は160人ほどしかおらず、アイラ島と比べて人口密度は遥かに低い。ちなみに、ジュラ島には野生のアカシカが約5000頭生息していると言われ

、ヒトの数よりも圧倒的に多い。
現在のこの島の中心的な集落は、島の東海岸に位置するクレイグハウス（Craighouse、または、Taigh na Creige）と言う集落である。この集落には後述のようにウィスキーを生産しているジュラ蒸留所が存在する他、島で唯一のホテル、パブ、商店や教会が集まっている。これに対して、島の西部は山がちで、特にこの島の南西部には標高700mを超える3つの急勾配な円錐状の山である、パップス・オブ・ジュラ（Paps of Jura／後述）が存在し、険しい地形となっている。現在西海岸に住人はおらず、海岸には崖が続いている。また、かつて島の北端部に位置するバーンヒル（Barnhill、または、Cnoc an t-Sabhail）には、作家ジョージ・オーウェルの別荘があり、彼はここで「1984年」を執筆したことで、この島は知られている。なお、ジュラ島は、National Scenic Area （景観の良い場所）に指定されている。

## 交通
ジュラ島のフェオリン・フェリーとアイラ島ポート・アスカイクとを結ぶ小さなフェリーが運航している。フェオリン・フェリーからは南と東に海岸線に沿う形で道路がある。クレイグハウスの北へは、ラッグ、ターベルト、アードラッサさらに先へと道路が延びている。さらに私道が、この道路の終わりからさらに北へと延びている。この私道の終わる所がバーンヒルのジョージ・オーウェルの別荘であった。

## ウィスキーの生産
ジュラ島は古くからウィスキー作りが行われてきた場所であり、1502年にはすでにウィスキーの密造が行われていたという記録が存在する

。
現存するウィスキーの蒸留所は、この島の東海岸に位置するクレイグハウスという集落に存在する、ジュラ蒸留所が唯一である

。
このジュラ蒸留所の操業は1810年であるが、20世紀に入ってから50年以上に渡って閉鎖されていた。現在のジュラ蒸留所は、1950年代後半に再建計画が立てられ、1963年に建設され、この年から稼動しているものである

。
ジュラ蒸留所で使用している仕込み水は、標高約300mの場所にあるロッホ・ア・ヴァレ・ヴァルケイ（マーケット湖）の水である

。
設備は、ステンレス製の醗酵槽が6基、高さ8mのランタンヘッド型の単式蒸留器（ポットスチル）が4基設置されている

。
このジュラ蒸留所では、アイル・オブ・ジュラ（Isle of Jura）と言うシングルモルトウィスキー（スコッチ・ウイスキー）が生産されている。このウィスキーは、すぐ近くにあるアイラ島のウィスキーとは個性が異なっているという評価を受けている

。

## パップス・オブ・ジュラ

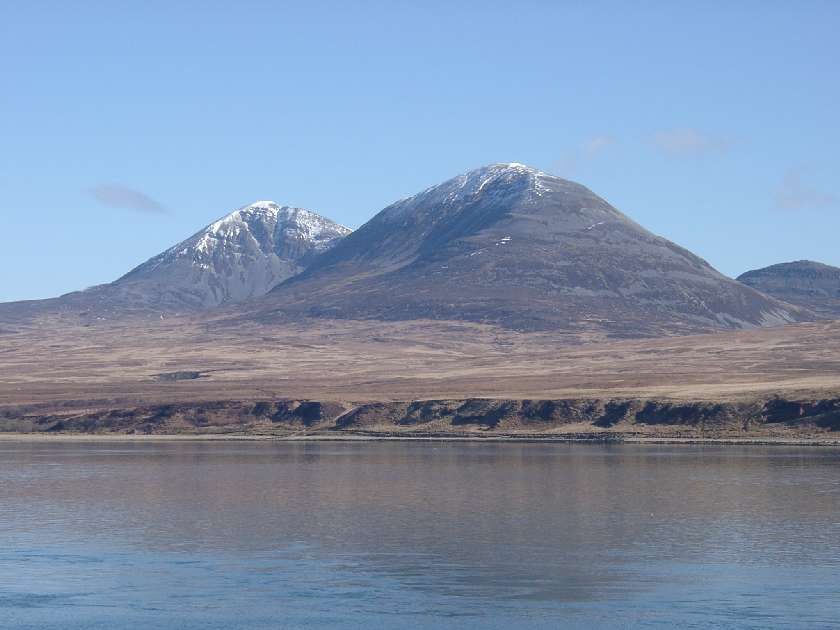
Paps of Jura

パップス・オブ・ジュラ（Paps of Jura）は、円錐状の珪岩からなる山地で島の南西部（事実上南半分）を占めている。papとは「乳首（のような物）」と言った意味なので、Paps of Juraとは「ジュラ島の乳首群」と言った意味である。パッスス・オブ・ジュラの主な山の頂（pap／乳首）は次の3つで、どれも標高700mを超えている。したがって、これらはマリリン（Marilyn）にも数えられている。
- Beinn an Òir （ゲール語で「黄金の山」の意）は最も高く785m。
- Beinn Shiantaidh （ゲール語で「聖なる山」の意）は735m。
- Beinn a' Chaolais （ゲール語で「海峡の山」の意）は1m差で最も低く、734m。

これら3つの山は、はこの地域の景観を特徴づける山であり、ジュラ島の北のあるマル島や、ジュラ島の東にあるキンタイア半島からも見ることができる。さらに、晴れた日にはジュラ島から約100km北に位置するスカイ島や、ジュラ島から50km以上南に位置する北アイルランドからもその姿を望むことができる。なお、これら3つの山に他4つの丘陵をコースとして、毎年Isle of Jura Fell Raceと言うレースが行われている。